# Arthur Richier
Pour les articles homonymes, voir Richier.
Arthur Richier, né le 28 octobre 1921 à Faucon-du-Caire et mort le 11 septembre 2021 à Manosque, est un homme politique français. Maire divers gauche puis sans étiquette de Faucon-du-Caire de 1947 à 2014, il est connu pour avoir été le plus jeune maire de France, lors de son premier mandat, et le plus ancien en activité lors de son dernier mandat, comptabilisant onze mandats et plus de 66 ans à la tête de sa commune.

## Biographie
En 1945, dès la Libération, alors jeune résistant, il entre au conseil municipal de Faucon-du-Caire puis devient maire du village, tout comme son grand-père et son père avant lui, lors des deuxièmes élections municipales d'après-guerre, en octobre 1947.
Agriculteur, Arthur Richier se représente à dix reprises et est à chaque fois reconduit avec plus de 95 % des suffrages. Il est une nouvelle fois réélu en 2008 mais avec seulement 85,71 % des suffrages (36 voix sur 42 exprimés), ce qui fait néanmoins de lui le maire français alors en activité le plus ancien avec Roger Sénié, maire de La Bastide-de-Bousignac dans l'Ariège, également en fonction depuis 1947. Sous ses mandats, il a connu la Quatrième et la Cinquième République, neuf présidents et une vingtaine de préfets des Alpes-de-Haute-Provence. Il s'est également fait connaître pour son opposition à la signature du Pacs en mairie. Il ne se représente pas aux élections municipales de 2014 et devient maire honoraire de la commune.
Arthur Richier a également été co-président de l’Union départementale des combattants volontaires de la Résistance.
Arthur Richier meurt le 11 septembre 2021 à Manosque, quelques semaines avant son centième anniversaire. Sa mort survient le même jour que celle de Roger Sénié, qui est avec lui l'un des maires étant restés le plus longtemps en fonction en France. Un hommage officiel lui est rendu le 17 septembre 2021 devant la mairie de Faucon-du-Caire.

## Décorations
- Chevalier de la Légion d'honneur
- Chevalier de l'ordre national du Mérite
- Chevalier de l'ordre du Mérite agricole